# Gmina Kołaczkowo
Kołaczkowo (deutsch Kolaczkowo, 1943–1945 Ringhofen) ist ein Dorf und Sitz der gleichnamigen Landgemeinde in Polen. Der Ort liegt im Powiat Wrzesiński der Wojewodschaft Großpolen.

## Gemeinde
Zur Landgemeinde Kołaczkowo gehören 17 Ortsteile (deutsche Namen bis 1945) mit einem Schulzenamt.
| - Bieganowo (Bieganowo, 1943–1945 Stutenhof) - Borzykowo (Borzykowo, 1943–1945 Borstein) - Budziłowo (Budzilowo, 1943–1945 Weckendorf) - Cieśle Małe - Cieśle Wielkie (Ciesle Wielkie i Male, 1943–1945 Ostfelde) - Gałęzewice (Galezewice, 1943–1945 Galen) - Gorazdowo (Gorazdowo, 1943–1945 Gorasdorf) - Grabowo Królewskie (Grabowo Krolewskie, 1943–1945 Grabenau) - Kołaczkowo (Kolaczkowo, 1943–1945 Ringhofen) | - Krzywa Góra (Krzywagora, 1943–1945 Schiefenberg) - Łagiewki (Lagiewki, 1943–1945 Niedertal) - Sokolniki (Sokolniki, 1943–1945 Sockelstein) - Spławie (Splawie, 1943–1945 Floßau) - Szamarzewo (Szamarzewo, 1943–1945 Ellerode) - Wszembórz (Wszemborz, 1943–1945 Schemmbusch) mit Kirche - Zieliniec (Zieliniec, 1943–1945 Grünau) - Żydowo (Zydowo , 1943–1945 Hüttental) |